# Sjón

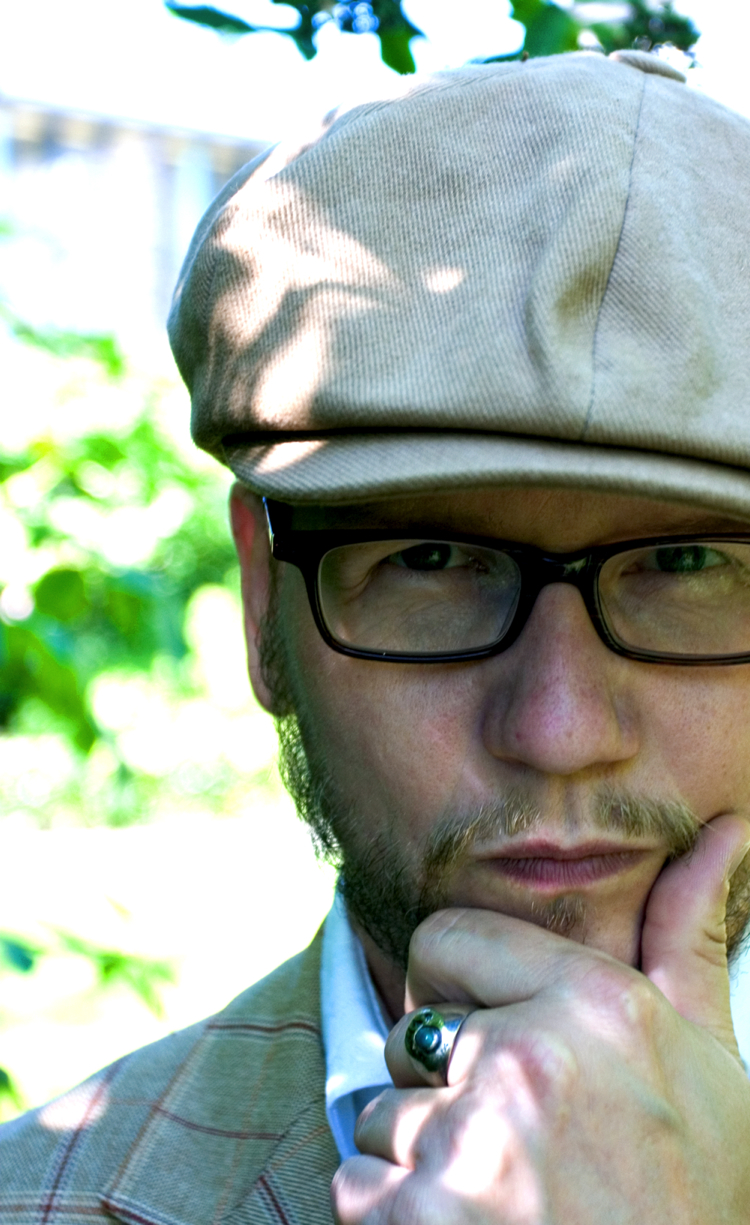
Sjón într-o poză de Hordur Sveinsson

Sjón este pseudonimul lui Sigurjón Birgir Sigurðsson (născut 27 august 1962).
Sjón este un romancier și poet islandez. În 2005 el a câștigat Premiul pentru Literatură al Consiliului Nordic cu romanul Skugga-Baldur (Vulpea albastră).